# Градища
Градища (словен. Gradišča) — поселення в общині Циркулане, Подравський регіон‎, Словенія.